# Ристо Стефановски
Ристо Стефановски (на македонска литературна норма: Ристо Стефановски) е театрален историк и актьор от Северна Македония.

## Биография
Ристо Стефановски е роден през 1928 година в Скопие.  Завършва театрална школа в родния си град през 1949 г. и после учи две години актьорско майсторство в Театралната академия в Белград. По-късно завършва Факултета за драматично изкуство в Белград, специалност "организация".   
Ристо Стефановски от 1951 до 1960 година е артист в Народния театър в Скопие. От 1957 година е директор на Кукления театър в Скопие, който по негова инициатива се преобразува в Младежко-детски (1958) и после в Драматичен театър (1967), който ръководи до 1983 г.  От 1983 до 1988 г.  е генерален директор на Македонския народен театър..
Той основава и редактира списанието „Театарски гласник“, което започва да излиза от 1977 г. Ристо Стефановски е театролог-класик на Република Македония, автор на много монографии за историята на театъра в републиката..

## Фамилия
Ристо Стефановски е брат на актьора Мирко Стефановски и чичо на драматурга Горан Стефановски и музиканта Влатко Стефановски.

## Книги
- Театарот во Македонија (кратка версия, 1976);
- Театарот во Македонија од античкиот период до слободата (1990);
- Театарот во Македонија од партизанскиот период до Младинско детскиот театар“, 1941-1958 (1998);
- Театарот во Македонија – современи тенденции, 1958-1962 (2002);
- Театарот во Македонија – нова естетика, 1963-1965 (2003);
- Театарот во Македонија – нова естетика, 1966-1967 (2004);
- Театарот во Македонија – подем на сценската уметност, 1968-1971 (2006);
- Театарот во Македонија – автентична театарска естетика, 1972-1975 (2008);
- Театарот во Македонија – време на подем и широка афирмација, 1976-1979 (2009);
- Театарот во Македонија – круна на подемот, 1980-1983 (2010);
- Театарот во Македонија – зенитот на МНТ, 1984-1987 (2011).